# Aindlinger Baggersee
Der Aindlinger Baggersee bzw. der Aindlinger Badesee liegt östlich des Lechs und westlich von der Friedberger Ach bzw. von Sand im Landkreis Aichach-Friedberg (Schwaben, Bayern).
Über die Kreisstraße Augsburg-Thierhaupten ist das Erholungsgebiet zu erreichen. Badestrand, Liegewiesen, Parkplätze, Toilettenanlage und eine Wasserwachtstation sind vorhanden. Weitere (über 15) Baggerseen wie Lechauweiher, Lechauseen, Buchtensee und Sander Seen befinden sich in unmittelbarer Nähe vom Aindlinger Badesee.